# Камышлытамакский сельсовет
Камышлытамакский сельсовет — муниципальное образование в Бакалинском районе Башкортостана.

## Население
| 2002 | 2009 | 2010 | 2012 | 2013 | 2014 | 2015 |
| ---- | ---- | ---- | ---- | ---- | ---- | ---- |
| 943  | ↗957 | ↘851 | ↗854 | ↘831 | ↘799 | ↘782 |
| 2016 | 2017 |      |      |      |      |      |
| ↘770 | ↘739 |      |      |      |      |      |

## Состав сельского поселения
В состав сельского поселения входят 4 населённых пункта:
| № | Населённый пункт | Тип населённого пункта       | Население |
| - | ---------------- | ---------------------------- | --------- |
| 1 | Камышлытамак     | село, административный центр | ↘468      |
| 2 | Сакатово         | деревня                      | ↘204      |
| 3 | Устюмово         | деревня                      | ↘179      |